# Kim Choon-rye
Kim Choon-Rye (21 de junho de 1966) é uma ex-handebolista sul-coreana. campeã olímpica.
Fez parte da geração de ouro sul-coreana, medalha de ouro, em Seul 1988.